# Dobřany zastávka
Dobřany zastávka – przystanek kolejowy w Dobřanach, w kraju pilzneńskim, w Czechach. Położony jest na wysokości 330 m n.p.m. Znajduje się przy drodze nr 18034 i w pobliżu wiaduktu pod autostradą D5.
Na przystanku nie ma możliwości zakupu biletów, a obsługa podróżnych odbywa się w pociągu.

## Linie kolejowe
- 183 Plzeň – Klatovy – Železná Ruda-Alžbětín